# Eysarcoris ventralis
Eysarcoris ventralis, auch Kleinschwieliger Dickwanst genannt, ist eine Wanze aus der Familie der Baumwanzen (Pentatomidae). Im Englischen trägt die Wanzenart auch die Bezeichnung White-spotted Stink Bug („weißgefleckte Stinkwanze“).

## Merkmale
Die 5,5 bis 6,5 Millimeter langen Wanzen sind bräunlich meliert. Quer über den vorderen Teil des Halsschildes verläuft meist ein hellerer breiter Streifen. Der Tylus (Stirnkeil) wird nicht von den Juga eingeschlossen. Vor den Augen der Wanze befindet sich jeweils ein kleiner heller Fleck. An den basalen Ecken des Schildchens (Scutellum) befindet sich jeweils ein heller Fleck. Das apikale Ende des vierten Fühlergliedes sowie das fünfte Fühlerglied sind dunkel gefärbt.

## Verbreitung und Lebensraum
Eysarcoris ventralis kommt in der Paläarktis sowie im tropischen Afrika vor. Die Art ist außerdem auf den Kanarischen Inseln, auf den Azoren sowie auf Hawaii vertreten. 
In Mitteleuropa ist sie nicht häufig. Die nördliche Verbreitungsgrenze in Europa verläuft durch Frankreich, Thüringen und Polen. In Asien reicht ihr Verbreitungsgebiet nach Zentralasien, Südasien (Indien, Myanmar) sowie in den Mittleren Osten (Iran) und Fernen Osten (Nord- und NW-China, Korea, Japan).

## Lebensweise
Die Wanzen sind polyphag. Sie besitzen ein breites Spektrum von Wirts- und Futterpflanzen. Hierzu zählen Wildpflanzen wie Königskerzen (Verbascum), Spanischer Wacholder (Juniperus thurifera), Stechende Binse (Juncus acutus), Stachelgräser (Cenchrus) und viele weitere. Außerdem gehören Kulturpflanzen wie Weizen, Reis, Baumwolle, Mais, Sorghumhirsen, Erdnuss und Luzerne zu ihren Futterpflanzen. Die als Schädlinge geltenden Wanzen werden auf Reisfeldern mit Pestiziden bekämpft. Die Art überwintert als Imago.

## Systematik
Aus der Literatur ist das folgende Synonym bekannt:
- Pentatoma ventralis Westwood, 1837

## Belege